# Ольсевичи (Брестская область)
Ольсе́вичи (бел. Альсевічы) — деревня в Барановичском районе Брестской области Белоруссии. Входит в состав Крошинского сельсовета. Население — 54 человека (2019).
Название образовано от термина ольс — ольховый лес; ольсевичи — жители у ольхового леса.

## География
К востоку от деревни протекает река Лужанка, правый приток реки Щара.

## История
В 1880-е годы деревня в Столовичской волости Новогрудского уезда Минской губернии. С 1921 года в гмине Столовичи Барановичского повета Новогрудского воеводства Польши.
С 1939 года в составе БССР. С 15 января 1940 года в Городищенском районе Барановичской, с 8 января 1954 года Брестской областей, с 25 декабря 1962 года в Барановичском районе.
С конца июня 1941 года до 8 июля 1944 года оккупирована немецко-фашистскими захватчиками.

## Население
| Численность населения (по переписи) | Численность населения (по переписи) | Численность населения (по переписи) | Численность населения (по переписи) | Численность населения (по переписи) | Численность населения (по переписи) | Численность населения (по переписи) | Численность населения (по переписи) | Численность населения (по переписи) |
| 1897                                | 1909                                | 1921                                | 1939                                | 1959                                | 1970                                | 1999                                | 2009                                | 2019                                |
| ----------------------------------- | ----------------------------------- | ----------------------------------- | ----------------------------------- | ----------------------------------- | ----------------------------------- | ----------------------------------- | ----------------------------------- | ----------------------------------- |
| 683                                 | ↗750                                | ↘290                                | ↗450                                | ↘446                                | ↘332                                | ↘133                                | ↘92                                 | ↘54                                 |